# المراقبون (فلم 2024)
قلب من حجر (بالإنجليزية: The Watchers) هو فيلم رعب أمريكي خارق للطبيعة لعام 2024 من تأليف وإخراج يشانا نايت شيامالان في أول ظهور لها كمخرج، و إنتاج إم. نايت شيامالان، وبطولة داكوتا فانينغ، جورجينا كامبل.

## روابط خارجية
- مقالات تستعمل روابط فنية بلا صلة مع ويكي بيانات